# دبليو. د. إتش بيلي
دبليو. د. إتش بيلي (بالإنجليزية: W. D. H. Baillie)‏ هو عسكري نيوزيلندي، ولد في 22 فبراير 1827 في فريدريكتون في كندا، وتوفي في 24 فبراير 1922 في Maoribank ‏ في نيوزيلندا.